# Thomas Onslow, II barone Onslow
Thomas Onslow, II barone Onslow (27 novembre 1679 – 5 giugno 1740) è stato un politico inglese.

## Biografia
Era l'unico figlio sopravvissuto di Richard Onslow, I barone Onslow, e di sua moglie, Elizabeth Tulse.

## Carriera politica
Entrò per la prima volta in Parlamento nel 1702 come deputato di Gatton, nel Surrey, un borgo rurale non molto popolato che un tempo era un centro di commercio nel periodo medievale. Nel 1705 rappresentò Chichester, seguito da Bletchingley (1708-1715) e infine il capoluogo del Surrey (1715-1717), che comprendeva poi gran parte della Greater London di oggi, tra cui, ad esempio, Battersea e Lambeth.

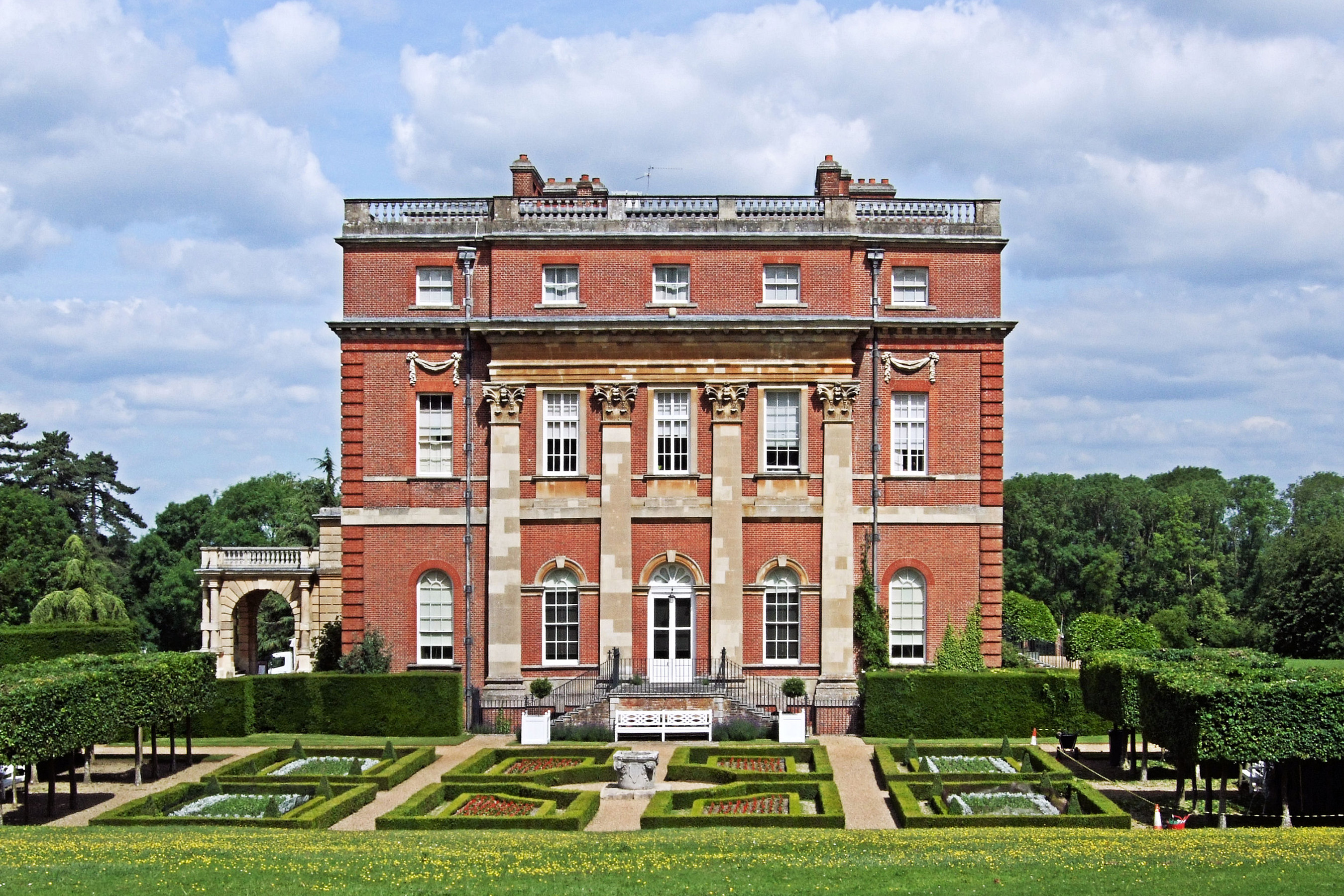
Clandon Park House

Era un Teller of the Receipt of the Exchequer (1718-1740). Divenne Barone Onslow alla morte di suo padre nel 1717.
Lord Onslow è stato un partecipante di primo piano in una compagnia assicuratrice nota come Onslow's Insurance o Onslow's Bubble, che si è assicurata l'incorporazione ai sensi del Bubble Act come Royal Exchange Assurance Corporation.
Commissionò la costruzione di Clandon Park House. Tuttavia Clandon Park House e il suo giardino di 7 acri, fu donato, nel 1956, al National Trust.
Il ramo senior della famiglia Onslow continua a possedere e a gestire la propria attività agricola e il parco di Clandon Park House fino ad oggi. Tuttavia, nel XVIII e XIX secolo, la famiglia possedeva diverse migliaia di ettari di terreni agricoli disseminati in molti villaggi del Surrey dai quali ricavavano un reddito.

## Matrimonio
Sposò, il 17 dicembre 1708, Elizabeth Knight (?-19 aprile 1731), figlia di John Knight, un mercante della Giamaica. Ebbero un figlio:
- Richard Onslow, III barone Onslow (1713-8 ottobre 1776)

Secondo una ricerca condotta nell'ambito del progetto di proprietà della Legion of British Slave dell'UCL, la Clandon House fu costruita da Onslow probabilmente con l'aiuto di sua moglie. La piantagione di schiavi ereditata da Elizabeth Knight era la piantagione di Whitehall, a St Thomas-in-the-East, in Giamaica.